# 法界院
法界院（ほうかいいん）は、岡山県岡山市北区に所在する真言宗の単立寺。山号は金剛山。詳しくは金剛山 遍照寺 法界院と号する。本尊は聖観世音菩薩。中国三十三観音霊場第五番札所、百八観音霊場第七番札所。

## 概要
伝承によれば、奈良時代前期の天平元年（729年）頃、報恩大師により備前四十八ヶ寺の一つとして開創されたと伝わる。開創当時は西谷山 妙塔寺と号し現在地より北方の笠井山の山麓に所在し、大伽藍を有していたと伝えられている。
戦国時代に伽藍を焼失した。その後、天正9年（1581年）現在地に移った。江戸時代初期に伝審（でんしん）和尚が中興し伽藍を整備した。また、岡山藩主池田家の崇敬を受けた。本堂は江戸時代末期の安政2年（1855年）に建立された。山門は嘉永年間（1848年 - 1854年）の建築である。江戸期の当寺院は「火事が年忌を問う」と言われ約100年ごとに火災に遭った。江戸期最後の大火は文久年間（1861年 - 1864年）に起こり山門と中門を残して全て焼失し、その後、間もなく再建された。
JR津山線法界院駅は当院が駅名の由来である。

## 文化財
重要文化財（国指定）
- 木造聖観世音菩薩立像：檜の一木造りで、聖徳太子作との伝承があるが、実際は平安時代中期の作品と考えられている。像高は103.7センチメートル。脇仏として多聞天・持国天像があり共に聖観音と同時代の作と言われている。秘仏とされ33年に1度開帳が行われている。明治34年（1901年）8月2日指定。

岡山市指定重要文化財
- 道讃禅定門石灯篭：慶長3年（1598年）の銘が刻まれている。高さは222センチメートルで豊島産凝灰岩の石灯籠である。[1]

## 画像

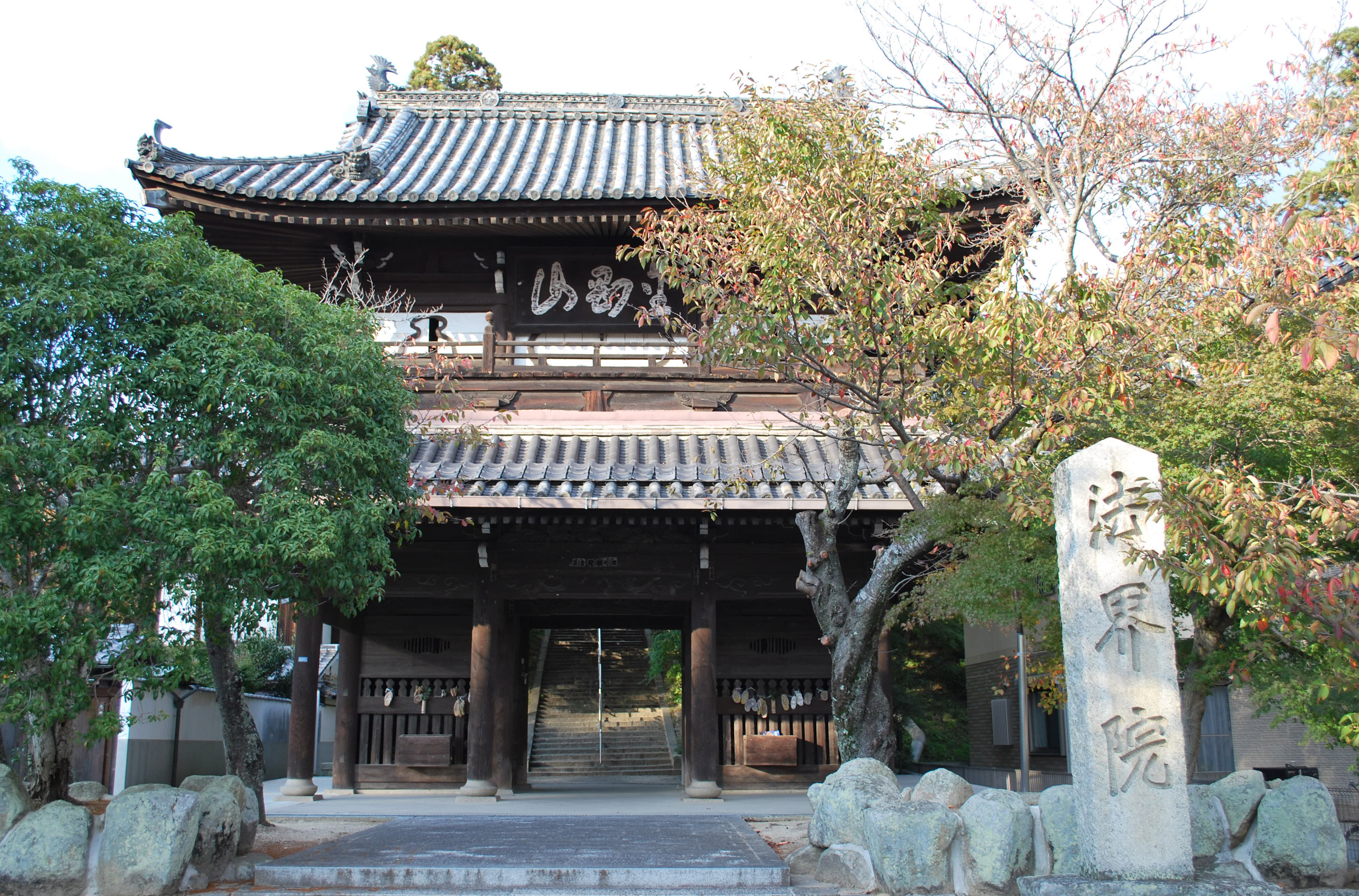
山門
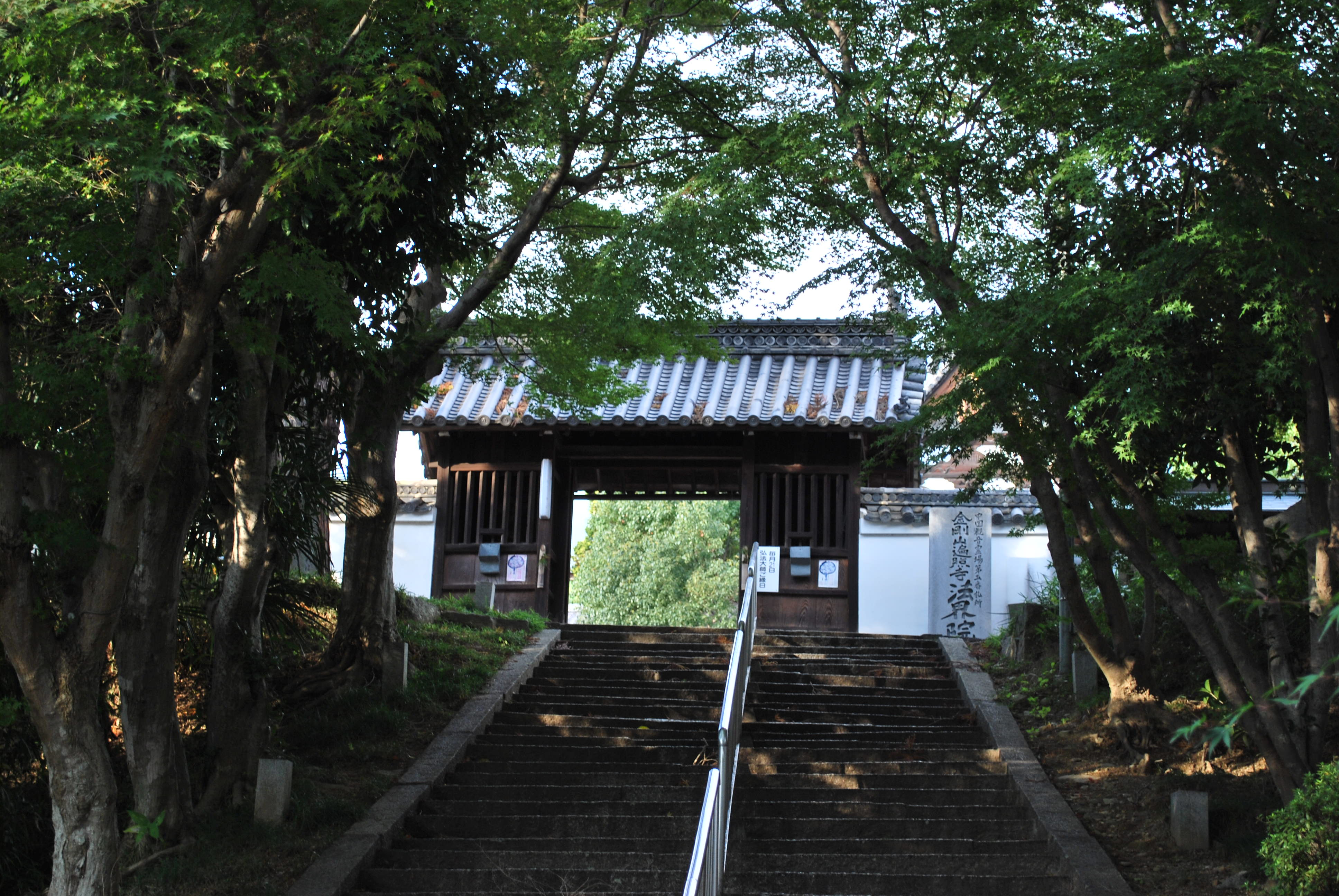
中門
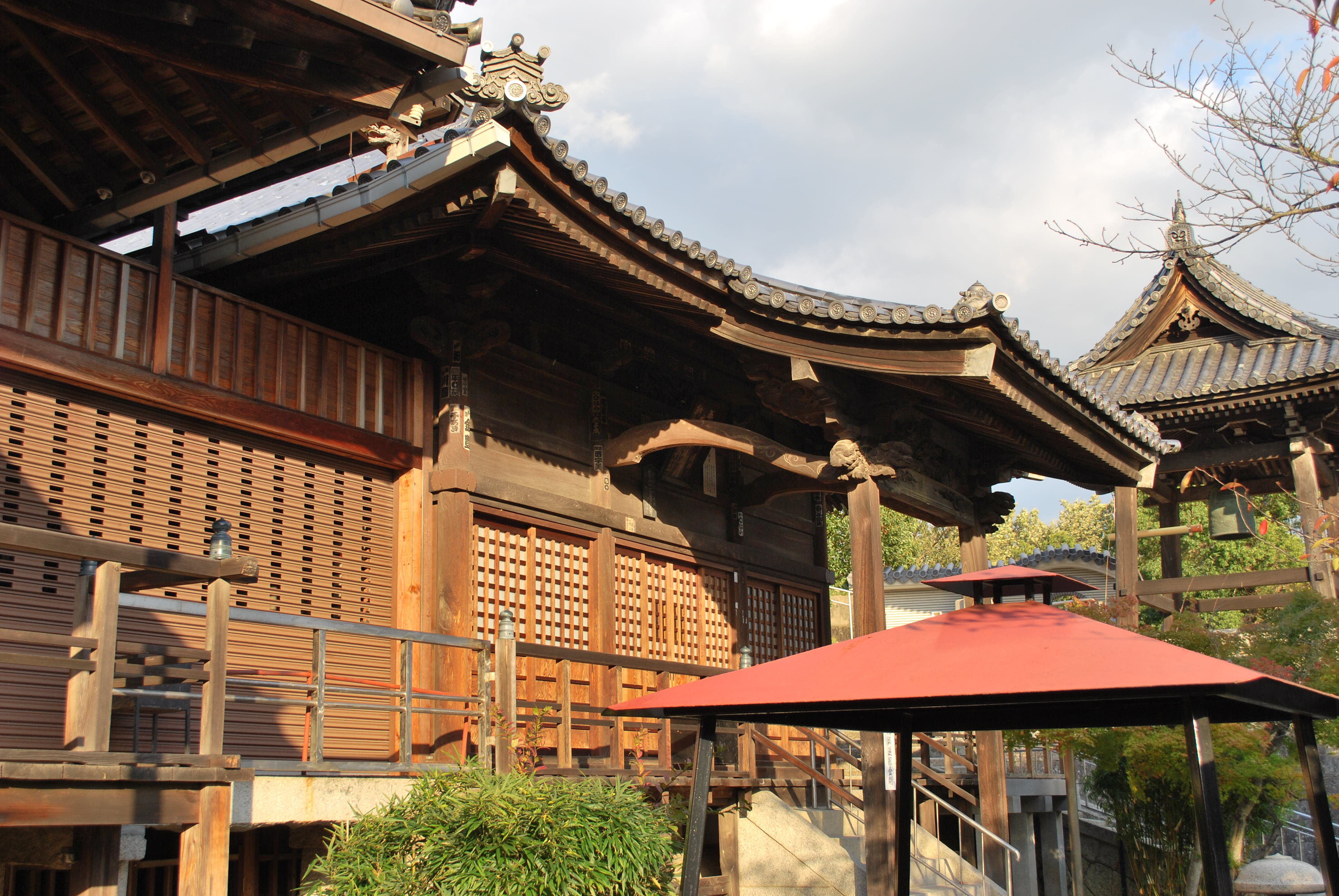
大師堂

## 前後の札所
中国三十三観音霊場
4 木山寺 -- 5 法界院 -- 6 蓮台寺